# Territorio nacional del Chubut
El territorio nacional del Chubut o gobernación del Chubut fue la división territorial argentina creada en 1884 que antecedió a la formación de la provincia del Chubut en 1955.

## Antecedentes
La primera colonización exitosa del territorio por parte de europeos fue llevada a cabo en el siglo XIX por 153 inmigrantes galeses, que el 28 de julio de 1865 arribaron en el velero "Mimosa" al Golfo Nuevo, llevando consigo su idioma, aún hoy hablado. Estos inmigrantes llegaron al Chubut escapando de la nueva confesión religiosa que los soberanos ingleses querían imponer en sus tierras natales. Pocos meses después, se asentaron en el Valle Inferior del Río Chubut, fundando en su margen norte el pueblo de Rawson, que llamaron así en honor al ministro del Interior argentino, Guillermo Rawson, de quien habían recibido ayuda para su asentamiento en la Patagonia. A mediados de 1866, comenzaron la construcción de un ferrocarril para unir la Bahía Nueva con el valle inferior del río Chubut, como consecuencia de esa construcción, surgieron en sus cabeceras los pueblos de Puerto Madryn (Bahía Nueva) y de Trelew (valle inferior del río Chubut). Entre 1874 y 1876 llegaron al Chubut nuevos contingentes de colonos galeses, los cuales, pacíficamente y en mutua colaboración con los tehuelches avanzaron por los valles fluviales creando nuevas poblaciones permanentes hasta los valles cordilleranos (Trevelin, definitiva ciudad de Esquel, etc.). Hacia 1880, los colonos galeses emprendieron la colonización de áreas cordilleranas, fundando la Colonia 16 de Octubre.

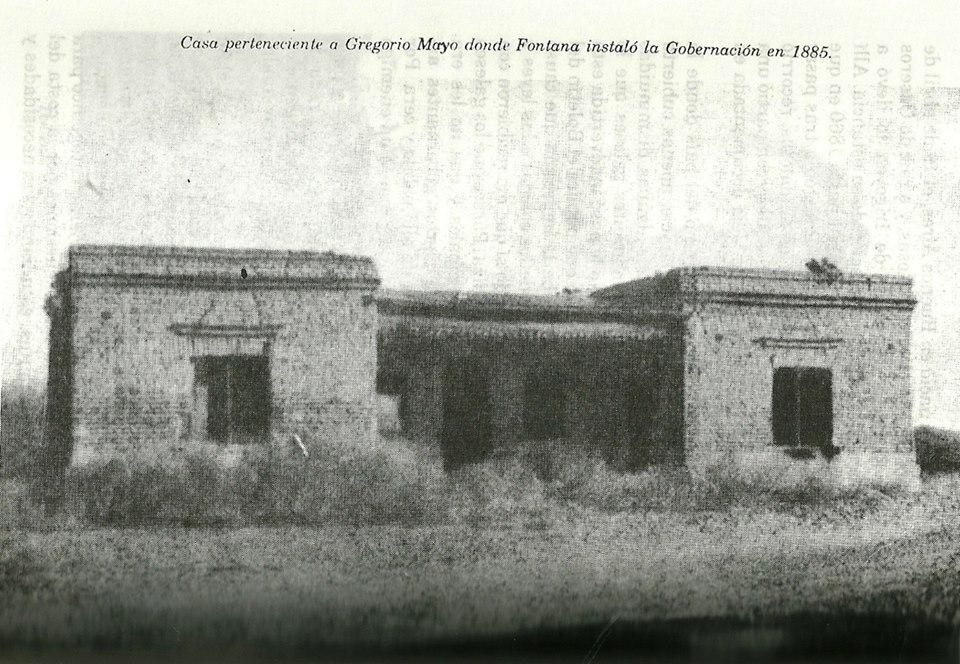
Casa de Gregorio Mayo, en Rawson, donde posteriormente en 1885 Luis Jorge Fontana instaló la gobernación del Territorio Nacional del Chubut.

La Gobernación de la Patagonia fue creada por la ley N.º 954, del 11 de octubre de 1878, comprendiendo íntegramente a los territorios chubutenses. 
En 1881 se firmó el tratado de límites entre la Argentina y Chile que aseguró definitivamente la posesión argentina de los territorios de la Patagonia Oriental, entre ellos Chubut.
La última campaña militar de la Conquista del Desierto se desarrolló en Chubut, el teniente coronel Lino Oris de Roa con 100 soldados llegó hasta el bajo río Chubut y el mayor Miguel Vidal atacó a los caciques Sayhueque e Inacayal para luchar la última batalla, el 18 de octubre de 1884 en la que Inacayal y Foyel fueron derrotados por el teniente Insay, la mayoría de los 3.000 indígenas se rindieron, mientras que Sayhueque lo hizo el 1 de enero de 1885 en la actual provincia del Chubut al nuevo gobernador de la Patagonia, el general Lorenzo Vintter. Inacayal y Foyel junto con sus familiares fueron llevados por Francisco Pascasio Moreno en 1886 a vivir al Museo de Ciencias Naturales de La Plata, en retribución a la hospitalidad que ellos le habían dado. Algunos grupos menores continuaron huyendo en Chubut hasta 1888.

## El territorio nacional

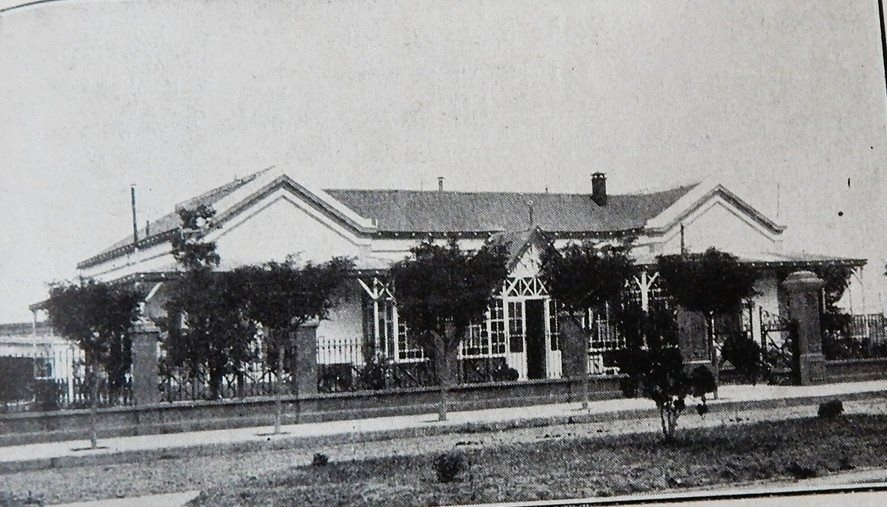
Residencia del gobernador territorial en Rawson hacia 1930.

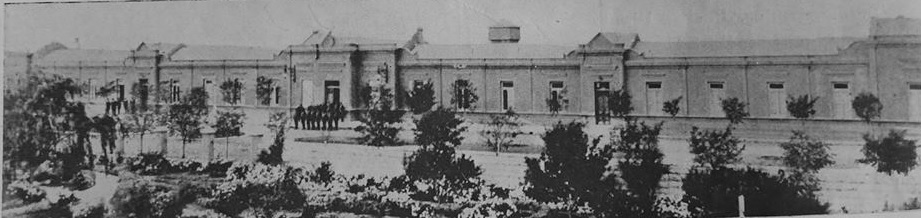
Casa del gobierno del Territorio hacia 1930.

Por ley nacional N° 1.532, del 16 de octubre de 1884, llamada de Organización de los Territorios Nacionales, se creó el Territorio Nacional del Chubut con partes de la extinguida gobernación de la Patagonia:

Artículo 4º.- Gobernación del Chubut, con los siguientes: Al Norte, el Paralelo 42 Sur. Al Este, la costa del Océano Atlántico. Al Oeste, la línea divisoria con Chile y al sur el paralelo 46º.

El gobernador era designado por el Poder Ejecutivo Nacional, con acuerdo del Senado, y duraban tres años en sus funciones, pudiendo ser designado para un nuevo período. Dependía del Ministerio del Interior. Cada uno de los departamentos en que se subdividía el Territorio Nacional del Chubut tenía un juez de Paz y un Comisario de Policía. La ley estableció en su artículo 7 que el gobernador se constituía como comandante en jefe de la gendarmería y guardia nacional, y que debía colocar en cada distrito un comisario de policía con su correspondiente dotación. La ley estipulaba que al llegar a los 60.000 habitantes, los territorios podían transformarse en provincias. 
El primer gobernador fue Luis Jorge Fontana.
Mediante un decreto del 5 de enero de 1885, se dividió el territorio en dos departamentos y se designó la capital:

Artículo 1: Divídese la Gobernación del Chubut en dos Departamentos, que se denominarán: Departamento de la Capital y Departamento del Sur.

Artículo 2: Desígnanse como límites de ellos los siguientes: del de la Capital, por el Norte, la Gobernación del Río Negro; por el Sur, el río Chubut; por el Este, el Océano Atlántico, y por el Oeste, la línea divisoria con la República de Chile.

Del Sur: por el Norte, el Departamento de la Capital; por el Sur, la Gobernación de Santa Cruz; por el Este, el Océano Atlántico; y por el Oeste, la línea divisoria con la República de Chile.

Artículo 3: Desígnase para capital de la Gobernación la colonia Chubut.

Otro decreto del 5 de septiembre de 1895, amplió a tres el número de departamentos:

Artículo 1: Divídese el territorio del Chubut en tres departamentos que se denominarán: Rawson, Gaimán y 16 de Octubre.

c) Declárase el pueblo de Rawson capital del territorio y cabecera del departamento del mismo nombre; al de Gaimán, cabecera del departamento del mismo nombre; debiendo designarse oportunamente el del departamento 16 de Octubre.

Después de 1902 al concluir la llamada Guerra de los bóeres en Sudáfrica, varias familias bóeres inmigraron hacia Argentina y se radicaron en Chubut, principalmente en la zona de los actuales departamentos Escalante y Sarmiento.
El 30 de abril de 1902, los pobladores galeses de la Colonia del Valle 16 de Octubre, en la zona donde actualmente están las localidades de Esquel y Trevelin, fueron consultados en plebiscito (de decisión no vinculante) por el árbitro representante de la Corona Británica, Sir Thomas Holdrich, para conocer su opinión sobre si reconocían la soberanía argentina o la chilena. La decisión unánime de los galeses favorable a Argentina, fue tomada en cuenta por el árbitro al momento de dictar el laudo que solucionó la disputa sobre límites en la zona.
El Decreto de división administrativa de los Territorios Nacionales del 19 de mayo de 1904, creó un nuevo departamento, pasando a ser cuatro: Rawson, Gaimán, 16 de octubre y Sarmiento:

Artículo 13: Queda dividido el Territorio del Chubut, en cuatro departamentos con los nombres y límites siguientes, según el Plano publicado el 15 de Febrero de 1900 por la Dirección de Tierras y Colonias.

En 1914 entre el 20% y el 29% de la población del Chubut eran inmigrantes de Europa (la mayoría españoles).

Por decreto del 20 de octubre de 1915, los cuatro departamentos se subdividieron en 15.
El 31 de mayo de 1944 le fue segregado al Territorio Nacional del Chubut toda el área al sur del paralelo 45° S, una extensión de 42.330 km², que sumada a otros 55.418 km² segregados al también entonces Territorio Nacional de Santa Cruz, configuró la llamada Zona Militar de Comodoro Rivadavia.

## Provincialización
El 15 de junio de 1955 el Congreso Nacional sancionó la ley n.º 14408 promulgada por el Poder Ejecutivo Nacional el día 28 por la cual se creó la Provincia del Chubut y otras 4 más, anulándose la Zona Militar de Comodoro Rivadavia. Por el decreto ley n.º 4347 del 26 de abril de 1957 se facultó a los comisionados federales a convocar al pueblo de las nuevas provincias para que elijan los convencionales que procederían a dictar sus constituciones.

artículo 1º: Decláranse provincias, de acuerdo con lo establecido en los artículos 13 y 68, inciso 14), de la Constitución nacional a todos los territorios nacionales con los límites que a continuación se expresan:

b) se constituirá otra provincia, limitada al Norte por el Paralelo 42 Sur; al Este por el Océano Atlántico; al Oeste, con la línea divisoria con la República de Chile y al Sur, con el paralelo 46°.

El 1 de mayo de 1958 asumió el primer gobernador de la provincia del Chubut y sesionó por primera vez la Legislatura provincial, poniendo fin al territorio nacional del Chubut.